# دوستانه (فیلم ۱۹۸۰)
دوستانه (انگلیسی: Dostana) یک فیلم به کارگردان راج کوسلا است که در سال ۱۹۸۰ منتشر شد.

## بازیگران
- آمیتاب باچان
- زینت امان
- پرم چوپرا
- پران
- آمریش پاری
- هلن